# شکل‌گیری یک شورشی
شکل‌گیری یک شورشی (اسپانیایی: La forja de un rebelde‎) یک مجموعه اسپانیایی-آلمانی به کارگردانی ماریو کاموس است که بر اساس سه‌گانه‌ی خودزندگینامه‌ای «شکل‌گیری یک شورشی» نوشتهٔ «آرتورو بارئا» ساخته شده است. این مجموعه نخستین‌بار در سال ۱۹۹۰ پخش شد.

## داستان سریال
داستان این سریال اقتباسی از کتاب سه‌بخشی «شکل‌گیری یک شورشی» با عنوان‌های «شکل‌گیری»، «مسیر» و «شعله» است. سریال زندگی آرتورو بارئا، که یک جمهوری‌خواه چپ‌گرا بود، را از سال ۱۹۰۷ تا سقوط مادرید به دست نیروهای فرانکو در آوریل ۱۹۳۹ – در واپسین لحظات جنگ داخلی اسپانیا – دنبال می‌کند. بخشی از داستان نیز به دوران سربازی اجباری او در جریان جنگ مراکش می‌پردازد.
این روایت، سرگذشت مردی شکست‌خورده در جنگ داخلی است که پس از آن به تبعید رفت؛ و در عین حال، ادای احترامی است به قربانیان رژیم فرانکو.

## گزیدهٔ بازیگران
- خورخه خوان گارسیا کونترراس در نقش آرتورو بارئا (کودکی).[۲]
- خاویر مورالس در نقش آرتورو بارئا (نوجوانی).[۲]
- آنتونیو والرو در نقش آرتورو بارئا (بزرگسالی).[۲]
- کارمن رُسی.[۵]
- لیدیا بش در نقش آئورلیا.[۱]
- آلخاندرا گرپی در نقش کُنچا.[۱]
- سیمون آندرئو در نقش اِلیودورو.[۱]
- رافائل آلونسو در نقش دُن آرسنیو.[۱]
- ماریا بارانکو در نقش چوچی.[۶]
- مرسدس لسکارو در نقش ماریا.[۶]
- ماگدالنا ریتر در نقش ایلزا کولچار.[۶]
- خوزه لوئیس لوپس باسکس.[۵]
- آنخل د آندرس در نقش عمو خوزه.[۶]
- آنخل د آندرس لوپس در نقش پدر روحانی خواکین.[۶]
- خورخه سانس در نقش جانباز جنگ.[۶]
- لولا فورنر در نقش پرستار.[۶]
- مانوئل الکساندره.[۷]
- ادیث مک‌آرتور در نقش بانوی بریتانیایی

## تولید و پخش
هزینه تولید این مجموعه حدود ۲٬۳۰۰ میلیون پزوتا اسپانیا بود که تا زمان پخش، بالاترین بودجه برای یک تولید تلویزیونی در شبکه TVE محسوب می‌شد. این پروژه به ابتکار پیلار میرو راه‌اندازی شد و از آن به‌عنوان «آخرین اَبَر‌تولید بزرگ» در تاریخ تلویزیون دولتی اسپانیا یاد می‌شود. برای ساخت این سریال از حدود ۲۰٬۰۰۰ هنرور (سیاهی‌لشکر) استفاده شد.
فیلم‌برداری این مجموعه ۲۰ ماه به طول انجامید. علاوه بر صحنه‌برداری در استودیوهای پوثوئلو د آلارکن و مادرید بخش‌هایی از سریال در مناطق مختلفی از جغرافیای اسپانیا فیلم‌برداری شد، از جمله: بروساس، آلیسِدا، سانتیاگو دل کامپو، تالابان، خارایثِخو، آرانخوئز، آلکالا دِ اِنارس، آرگاندا دل ری، بوادیا دل مونته، موراتا د تَخونیا، ناوالکارنرو، آرناس د سان پدرو، مومبلتران، پوئنته دل آرسبیسپو، منتریدا، آلکابن، بیلبائو، سانتاندر، کوه‌های تورکال (آنتِکِرا)، تاریفا، اثیخا، سان کارلوس دل بایه، بییانوئبا د لس اینفانتس، مانثانارس، اولیوا و لا مانگا. همچنین بخش‌هایی در مراکش فیلم‌برداری شد: تطوان، اصیله، شفشاون و مدیق.
ماریو کاموس کارگردانی این مجموعه را بر عهده داشت و در نگارش فیلمنامه نیز با خوان آنتونیو پورتو همکاری کرد. رِِیِس آبادِس مسئول جلوه‌های ویژه بود و خاویر توسِیِّـل به‌عنوان مشاور تاریخی در پروژه حضور داشت. موسیقی متن توسط آهنگساز نامدار لوئیس لاک ساخته شد.
این سریال شامل ۶ قسمت است که هر قسمت تقریباً ۹۰ دقیقه زمان دارد. نخستین قسمت در تاریخ ۳۰ مارس ۱۹۹۰ پخش شد و پخش هفتگی آن در ۴ مه ۱۹۹۰ به پایان رسید. سریال با استقبال گسترده مخاطبان مواجه شد و آمار بیننده‌های بالایی را ثبت کرد.